# Musculus quadratus lumborum
De musculus quadratus lumborum of vierzijdige lendenspier is een uit twee delen bestaande  skeletspier: pars ventralis en pars dorsalis.  De spier is onregelmatig en verbreedt caudaalwaarts. Ze behoort tot de groep van de dorsale rompspieren.
Pars ventralis ontspringt op de processus costalis van L2-L5 en hecht zich aan rib 12.
Pars dorsalis heeft als oorsprong het dorsale 1/3 van het labium internum van de crista iliaca en het ligamentum iliolumbare en heeft als aanhechting rib 12 en de processus costalis van L1-L4.
Deze spier heeft verschillende functies: bij een eenzijdige samentrekking (unilaterale contractie): laterale flexie van de wervelkolom; tweezijdig (bilaterale contractie): extensie van de lumbale wervelkolom; bij een gefixeerde thorax: bekken opheffen; bij een gefixeerd bekken: uitademing (expiratie) bevorderen door de ribben caudaalwaarts te trekken.